# Logobou
Pour le département, voir Logobou (département).
Logobou est une commune et le chef-lieu du département de Logobou dans la province de la Tapoa de la région de l'Est au Burkina Faso.

## Santé et éducation
Logobou accueille un centre de santé et de promotion sociale (CSPS).